# 根上町
根上町（ねあがりまち）は、かつて石川県能美郡にあった町。
日本海に面し、第85代・第86代内閣総理大臣・森喜朗やメジャーリーガー・松井秀喜の出身地として知られ、松山ホステス殺害事件を起こした福田和子の潜伏先でもあった。
正しい読みは「ねあがり」だが、地元や周辺自治体では「ねがみ」と俗称されることもある。
2005年2月1日、能美郡の寺井町・辰口町と合併し能美市となった。

## 地理

### 地形
- 海
  - 日本海

### 隣接する自治体
- 小松市
- 石川郡
  - 美川町
- 能美郡
  - 川北町
  - 寺井町

## 歴史
町名は『義経記』にも登場する、根部が地上に露出した「根上の松」という松の木に由来する。

### 沿革
- 1907年8月5日 - 福江村、江ノ島村及び釜屋村が合併して、根上村が発足する。
- 1934年4月1日 - 町制施行して、根上町となる。
- 1956年9月30日 - 吉田村の区域の内、赤井、西任田及び吉原の区域を編入する。
- 1995年2月18日 - 町内に隕石（根上隕石）が落下（民家の普通乗用車を直撃）。
- 2005年1月10日 - 能美市への合併に向け、閉町式が行われた。

## 行政

### 町長
| 代 | 人                      | 氏名         | 就任                       | 退任                      | 備考  |
| -- | ----------------------- | ------------ | -------------------------- | ------------------------- | ----- |
| 1  | 1                       | 中山庄右衛門 | 1907年（明治40年）11月18日 | 1909年（明治42年）1月5日  |       |
|    |                         | 東栄松       | 1909年（明治42年）1月6日   | 1909年（明治42年）1月25日 | [ 1 ] |
| 2  | 2                       | 本多隆俊     | 1909年（明治42年）1月25日  | 1909年（明治42年）4月23日 |       |
|    | 3                       | 米沢与三松   | 1909年（明治42年）4月23日  | 1909年（明治42年）5月12日 | [ 1 ] |
| 3  | 3                       | 米沢与三松   | 1909年（明治42年）5月13日  | 1913年（大正2年）5月12日  |       |
|    | 3                       | 米沢与三松   | 1913年（大正2年）5月12日   | 1913年（大正2年）5月26日  | [ 1 ] |
| 4  | 3                       | 米沢与三松   | 1913年（大正2年）5月26日   | 1917年（大正6年）2月28日  |       |
| 5  | 4                       | 森喜平       | 1917年（大正6年）5月8日    | 1921年（大正10年）5月7日  |       |
| 6  | 4                       | 森喜平       | 1921年（大正10年）5月11日  | 1925年（大正14年）5月10日 |       |
| 7  | 4                       | 森喜平       | 1925年（大正14年）5月18日  | 1927年（昭和2年）11月30日 |       |
| 8  | 5                       | 高田仁松     | 1927年（昭和2年）12月3日   | 1928年（昭和3年）3月31日  |       |
| 9  |                         | 森喜平       | 1928年（昭和3年）4月5日    | 1932年（昭和7年）4月4日   |       |
| 10 | 1932年（昭和7年）4月5日 | 森喜平       | 1934年（昭和9年）3月31日   |                           |       |

| 代 | 人 | 氏名     | 就任                       | 退任                       | 備考  |
| -- | -- | -------- | -------------------------- | -------------------------- | ----- |
| 1  | 1  | 森喜平   | 1934年（昭和9年）4月1日    | 1936年（昭和11年）4月4日   |       |
| 2  | 1  | 森喜平   | 1936年（昭和11年）4月5日   | 1940年（昭和15年）4月4日   |       |
| 3  | 1  | 森喜平   | 1940年（昭和15年）4月5日   | 1944年（昭和19年）4月4日   |       |
| 4  | 1  | 森喜平   | 1944年（昭和19年）4月17日  | 1945年（昭和20年）10月19日 |       |
| 5  | 2  | 森徳平   | 1945年（昭和20年）10月19日 | 1947年（昭和22年）4月5日   |       |
| 6  | 3  | 丹保有雄 | 1947年（昭和22年）4月5日   | 1951年（昭和26年）4月4日   |       |
| 7  | 4  | 新川一次 | 1951年（昭和26年）4月23日  | 1953年（昭和28年）6月5日   | [ 2 ] |
| 8  | 5  | 森茂喜   | 1953年（昭和28年）7月10日  | 1957年（昭和32年）7月9日   |       |
| 9  | 5  | 森茂喜   | 1957年（昭和32年）7月10日  | 1961年（昭和36年）7月9日   |       |
| 10 | 5  | 森茂喜   | 1961年（昭和36年）7月10日  | 1965年（昭和40年）7月9日   |       |
| 11 | 5  | 森茂喜   | 1965年（昭和40年）7月10日  | 1969年（昭和44年）7月9日   |       |
| 12 | 5  | 森茂喜   | 1969年（昭和44年）7月10日  | 1973年（昭和48年）7月9日   |       |
| 13 | 5  | 森茂喜   | 1973年（昭和48年）7月10日  | 1977年（昭和52年）7月9日   |       |
| 14 | 5  | 森茂喜   | 1977年（昭和52年）7月10日  | 1981年（昭和56年）7月9日   |       |
| 15 | 5  | 森茂喜   | 1981年（昭和56年）7月10日  | 1985年（昭和60年）7月9日   |       |
| 16 | 5  | 森茂喜   | 1985年（昭和60年）7月10日  | 1989年（平成元年）4月1日   | [ 3 ] |
|    |    | 岡元正一 | 1989年（平成元年）4月1日   | 1989年（平成元年）4月22日  | [ 4 ] |
| 17 | 6  | 大窪昭二 | 1989年（平成元年）4月23日  | 1993年（平成5年）4月22日   |       |
| 18 | 6  | 大窪昭二 | 1993年（平成5年）4月23日   | 1997年（平成9年）4月22日   |       |
| 19 | 6  | 大窪昭二 | 1997年（平成9年）4月23日   | 2001年（平成13年）4月22日  |       |
| 20 | 7  | 平田文雄 | 2001年（平成13年）4月23日  | 2005年（平成17年）1月31日  |       |

- 町長 - 平田 文雄（ひらた・ふみお）

かつて森喜朗の父・森茂喜が、前人未踏となる9期全無投票当選を果たした。

## 経済

### 工業
手取川の豊富な伏流水を利用する電子部品・繊維関連の企業が多く立地している。

#### 主な事業所
- 小松精練本社・本社工場
- デクセリアルズ根上事業所
- 帝人ネステックス根上工場
- 積水樹脂石川工場
- 富士精工本社
- 前田製菓 - ゴジラ松井サブレ等の製造

## 姉妹都市・提携都市

### 日本国外
- シェレホフ市（ロシアイルクーツク州） - 1976年姉妹都市協定調印

## 施設
警察
石川県警察寺井警察署が管轄する。
- 道林駐在所
- 根上交番

消防
能美郡広域事務組合消防本部寺井消防署が管轄する。
- 根上分署

医療
- 町立根上総合病院

上水道
全域を根上町が供給する。水源は手取川の伏流水。
- 根上町上水道
  - 上水道管理棟

下水道
石川県下水道公社の加賀沿岸流域下水道に接続されている。
- 加賀沿岸流域下水道
  - 翠ヶ丘浄化センター
  - 根上第一中継ポンプ場
  - 根上第二中継ポンプ場

ゴミ処理
能美郡広域事務組合が、辰口町の能美郡美化センターで処理する。
電話
金沢市のNTT西日本金沢支店が管轄する。
市外局番は町内全域が「0761」である。
郵便
町内の集配は以下の局が行う。
- 根上郵便局 - 〒929-01

これ以外に3局の郵便局がある。
税務
小松市の金沢国税局小松税務署が管轄する。

## 教育

### 中学校
- 根上町立（1校）
  - 根上中学校

### 小学校
- 根上町立（2校）
  - 浜小学校
  - 福岡小学校

### 社会教育
- 根上町立図書館
- 根上町総合文化会館 タント
- 根上町立青年の家
- 勤労青少年ホーム
- 根上町社会福祉センター
- 根上町商工福祉会館

### 体育施設
- 石川県サッカー・ラグビー競技場
- 根上町体育館
- 根上町パークゴルフ場
- 根上町勤労者体育センター
- 根上町武道館
- 根上町相撲場
- 根上町民弓道場
- 根上町民多目的室内グラウンド
- 根上町民ふれあいプール
- 根上町民野球場
- 根上町民ソフトボール場

## 交通

### 鉄道
- 西日本旅客鉄道（JR西日本）
  - 北陸本線
    - 寺井駅（現・能美根上駅）

#### 廃止された鉄道
- 北陸鉄道
  - 能美線（1980年（昭和55年）9月14日廃線）
    - 五間堂駅 - 中ノ庄駅 - 加賀福岡駅 - 新寺井駅

### 道路
- 高速道路
  - 高速自動車国道
    - 北陸自動車道：町内に能美根上スマートインターチェンジ(2018年~)
- 一般国道
  - 国道8号金沢西バイパス
- 県道
  - 主要地方道
    - 石川県道25号金沢美川小松線

  - 一般県道
    - 石川県道101号小松根上線
    - 石川県道102号根上寺井線
    - 石川県道170号西二口長田線
    - 石川県道171号吉原寺井線
    - 石川県道294号金沢小松自転車道線（加賀海浜自転車道）

### バス

#### コミュニティバス
- ねあがりぐるっとバス（委託：加賀白山バス）

## 名所・旧跡・観光スポット

### 名所・旧跡
- 松井秀喜「野球の館」(松井秀喜ベースボールミュージアム)
- 根上隕石記念碑
- 弁慶謝罪の地（道林寺跡）
- 根上松（源平古戦場跡）
- 全国高等学校野球選手権大会「大会歌記念碑」

### 保養・休憩施設
- 翠ヶ丘いこいの広場
- 根上グリーンビーチ
- 根上町民友情の森キャンプ場
- 根上町フラワーセンター

### 娯楽施設
- 根上劇場 - 映画館

## 祭事・催事
- 根上七夕まつり （7月）
- 全日本競歩根上大会 （9月・合併以後は3月に実施）

## 出身有名人
- 松井秀喜（元プロ野球選手）
- 森喜朗（元内閣総理大臣、政治家）
- 森喜平（政治家）
- 森茂喜（政治家、大日本帝国陸軍中佐）
- 森祐喜（政治家）
- 加賀大介（全国高等学校野球選手権大会歌「栄冠は君に輝く」の作詞者）
- 犬丸徹三（帝国ホテル経営）
- 佐々木守（脚本家、放送作家、漫画原作者）
- 高塚正浩（学者）